# 隆城縣
隆城县（越南语：／）是越南同奈省下辖的一个县。面积431.01平方公里，2019年总人口246051人。

## 地理
隆城县东接锦美县和巴地头顿省周德县，东北接统一县，北接壮奔县，西北接边和市，西接胡志明市守德市，西南接仁泽县，南接巴地头顿省富美市。

## 历史
2019年4月10日，保干社部分区域划归平山社，平山社部分区域划归锦堂社，锦堂社部分区域划归平山社，隆安社部分区域划归平山社，隆福社部分区域划归平山社，率油社部分区域划归平山社和保干社，解散率油社。
2019年5月27日，隆城市镇都市圈被评定为四级城镇。

## 行政区划
隆城县下辖1市镇13社，县莅隆城市镇。
- 隆城市镇（Thị trấn Long Thành）
- 安福社（Xã An Phước）
- 保乾社（Xã Bàu Cạn）
- 平安社（Xã Bình An）
- 平山社（Xã Bình Sơn）
- 锦堂社（Xã Cẩm Đường）
- 禄安社（Xã Lộc An）
- 隆安社（Xã Long An）
- 隆德社（Xã Long Đức）
- 隆福社（Xã Long Phước）
- 福平社（Xã Phước Bình）
- 福泰社（Xã Phước Thái）
- 三安社（Xã Tam An）
- 新协社（Xã Tân Hiệp）

## 交通
隆城县准备建设隆城国际机场。到了2030年建成后，该机场年最大旅客量可达1亿人，并且拥有3个航站楼和4条4000米长的跑道。该机场将服务于同奈省及胡志明市。